# Consuelo Pinto
Consuelo Pinto (Santa Cruz de la Sierra, 24 marzo 1959) è un'ex cestista boliviana.

## Carriera
Con la Bolivia ha disputato i Campionati mondiali del 1979.